# 明德站 (韓國)
明德站（：／ Myeongdeok yeok */?）副站名2·28民主運動紀念會館（2.28민주운동기념회관），是韓國大邱地鐵1號線與大邱地鐵3號線沿線交會的一座轉乘車站，位於大邱廣域市中區大明洞及南山洞的交界處。

## 車站結構
2條路線站體均為2面2線的側式月台車站。1號線月台設於地下，設有月台幕門；3號線月台則為高架，設有半高式月台門。

### 1號線月台

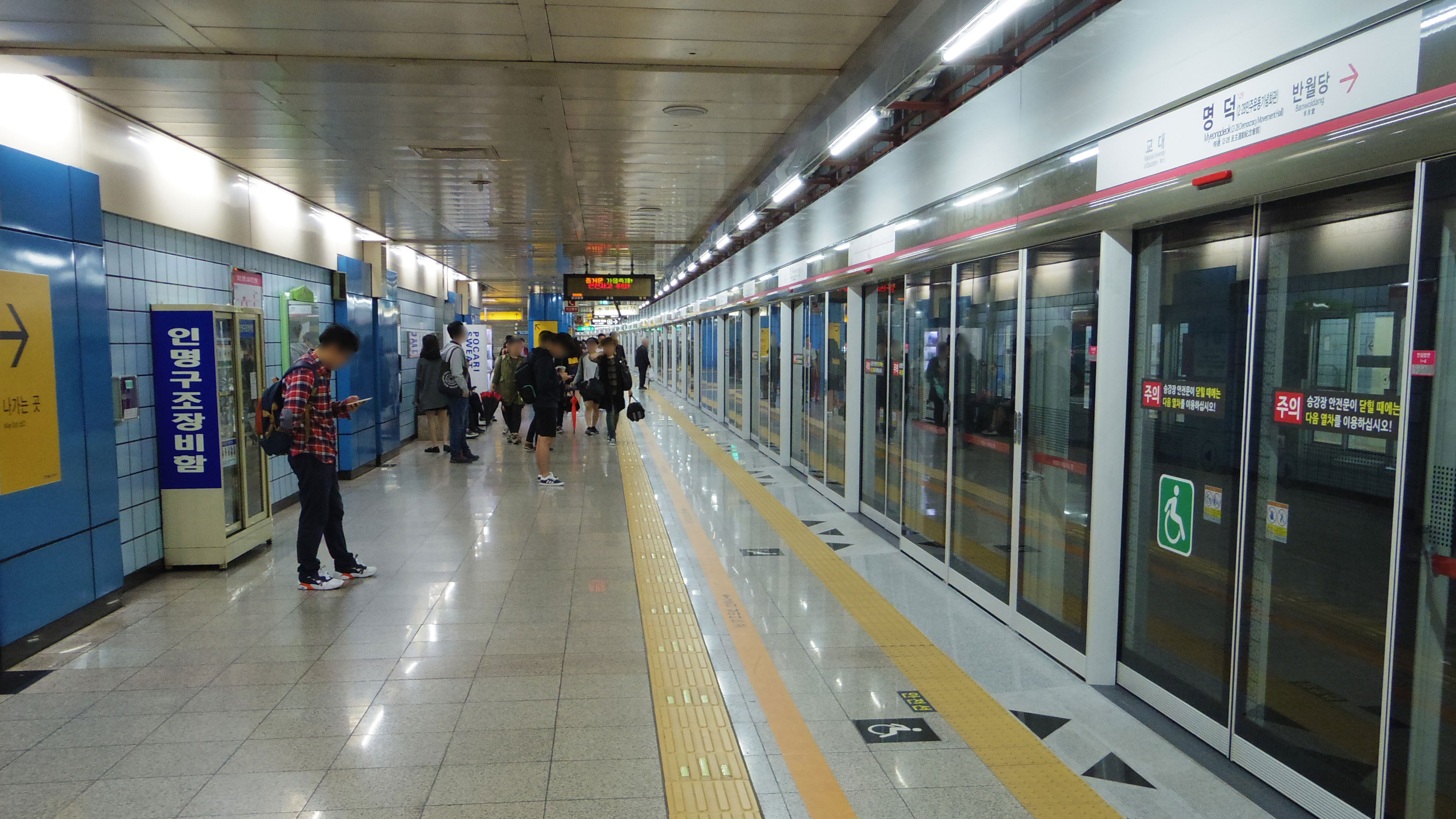
1號線候車月台

| 教大 ↑   |
| \| 上    |
| ↓ 半月堂 |

| 月台 | 路線               | 目的地                             |
| ---- | ------------------ | ---------------------------------- |
| 上行 | ●大邱都市铁道1号线 | 嶺大醫院、西部客運站、舌化椧谷方向 |
| 下行 | ●大邱都市铁道1号线 | 半月堂、中央路、安心方向           |

### 3號線月台

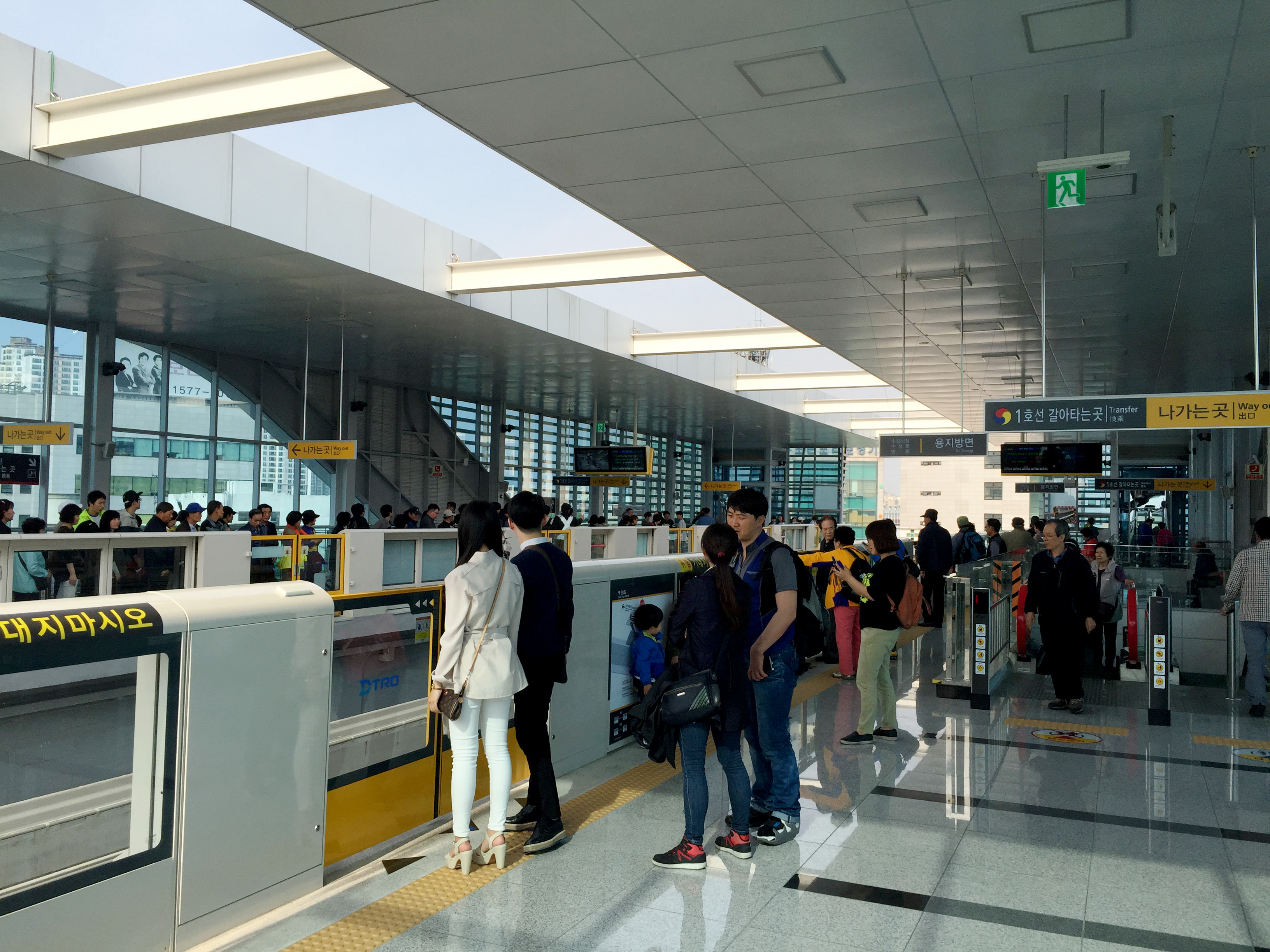
3號線候車月台

| 南山 ↑   |
| \| 上    |
| ↓ 斗笠岩 |

| 月台 | 路線               | 目的地                                     |
| ---- | ------------------ | ------------------------------------------ |
| 上行 | ●大邱都市鐵道3號線 | 達城公園、萬坪、漆谷雲岩、漆谷慶大醫院方向 |
| 下行 | ●大邱都市鐵道3號線 | 壽城市場、壽城池、凡勿、龍池方向           |

## 歷史
- 1997年11月26日：落成啟用。
- 2003年2月18日：因大邱地铁纵火案而關閉。
- 2003年10月21日：重新開放。
- 2015年4月23日：3號線站體開通。

## 車站周邊
- 慶北女子商業高校
- 南部教會
- 南山洞郵局
- 南門市場
- 大邱銀行
- 慶北女子情報高校
- 明德初等學校
- 慶北藝術高校
- 慶北女子高校

## 圖片

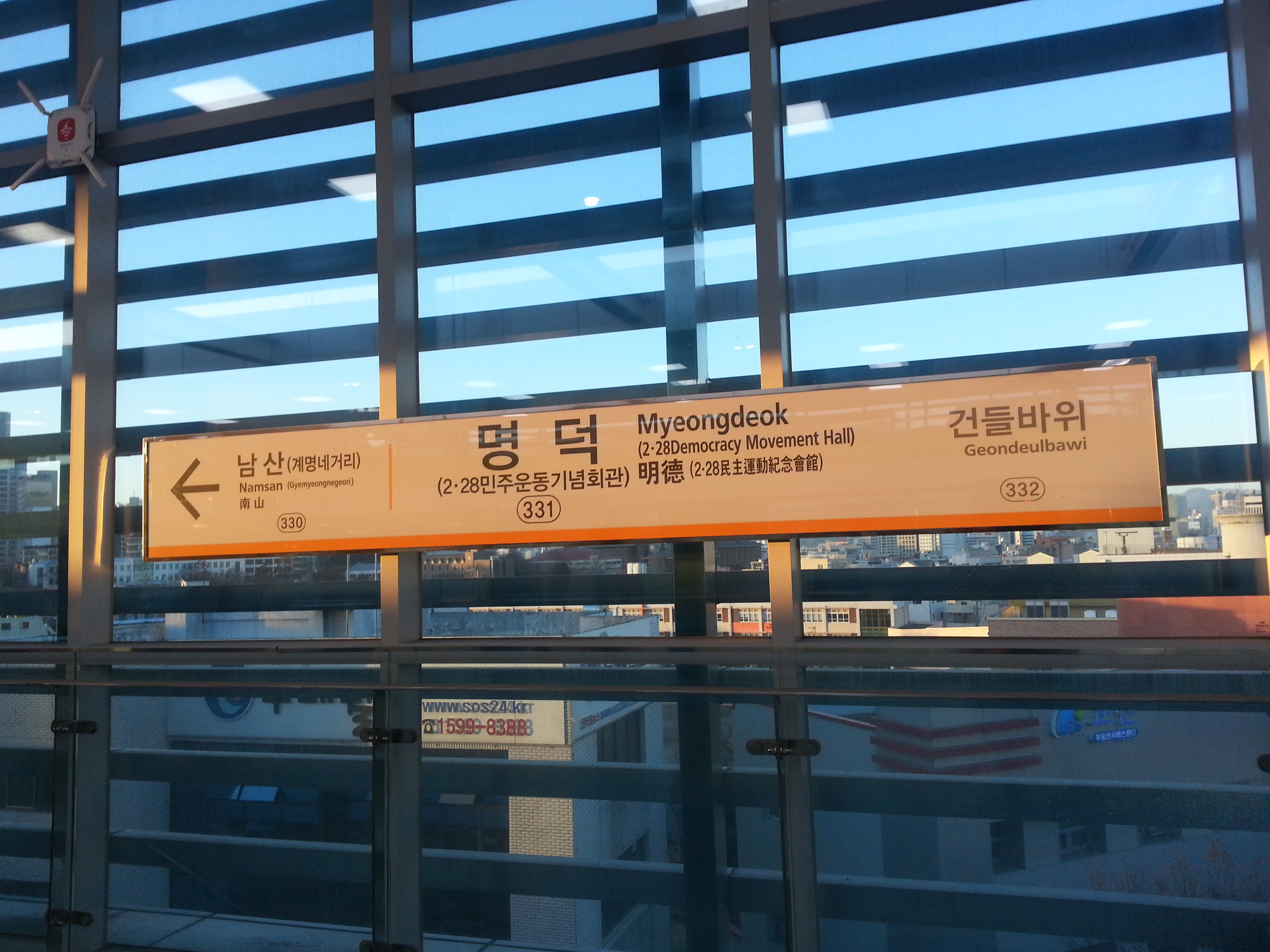
3號線站名牌
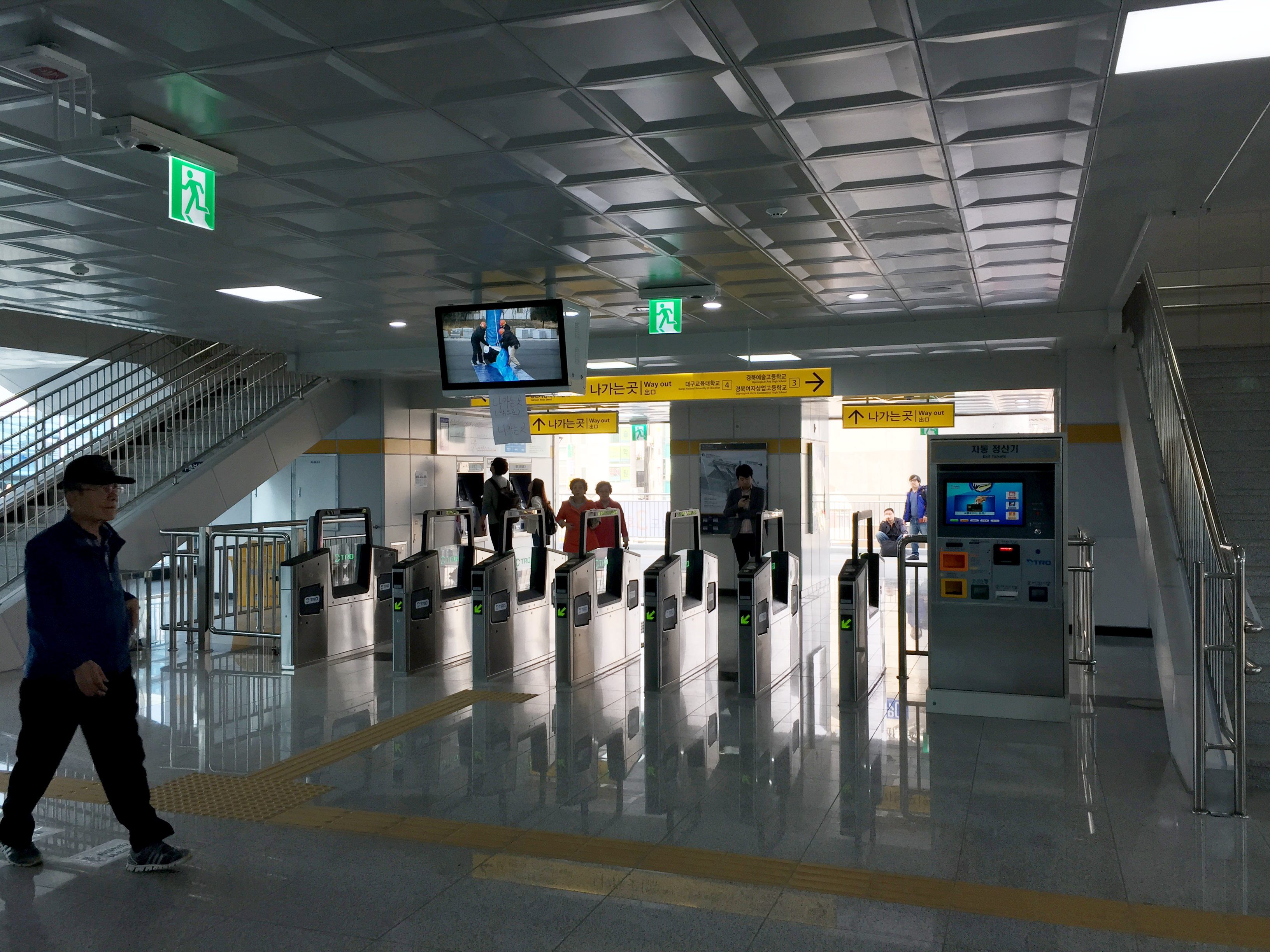
剪票閘口
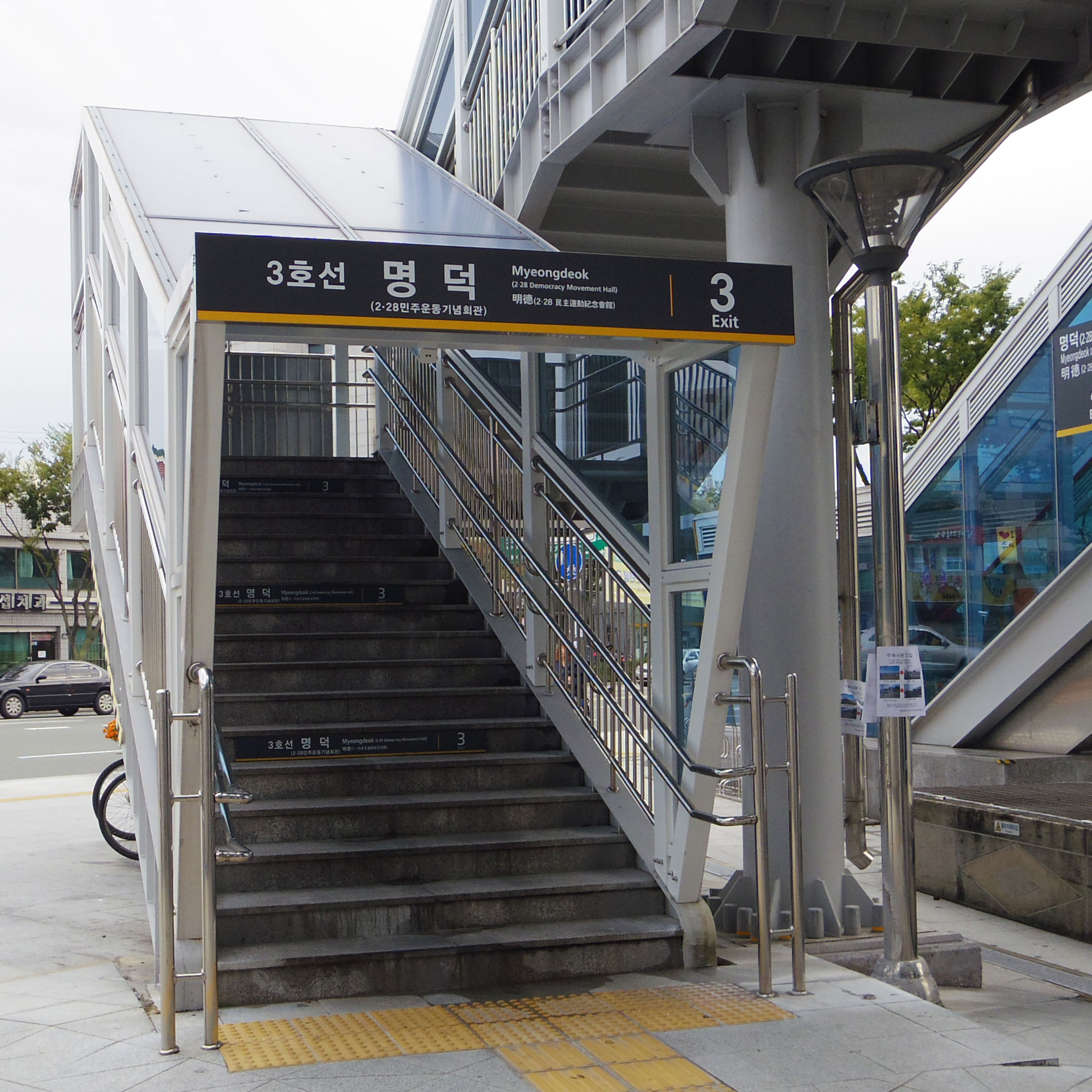
3號出口
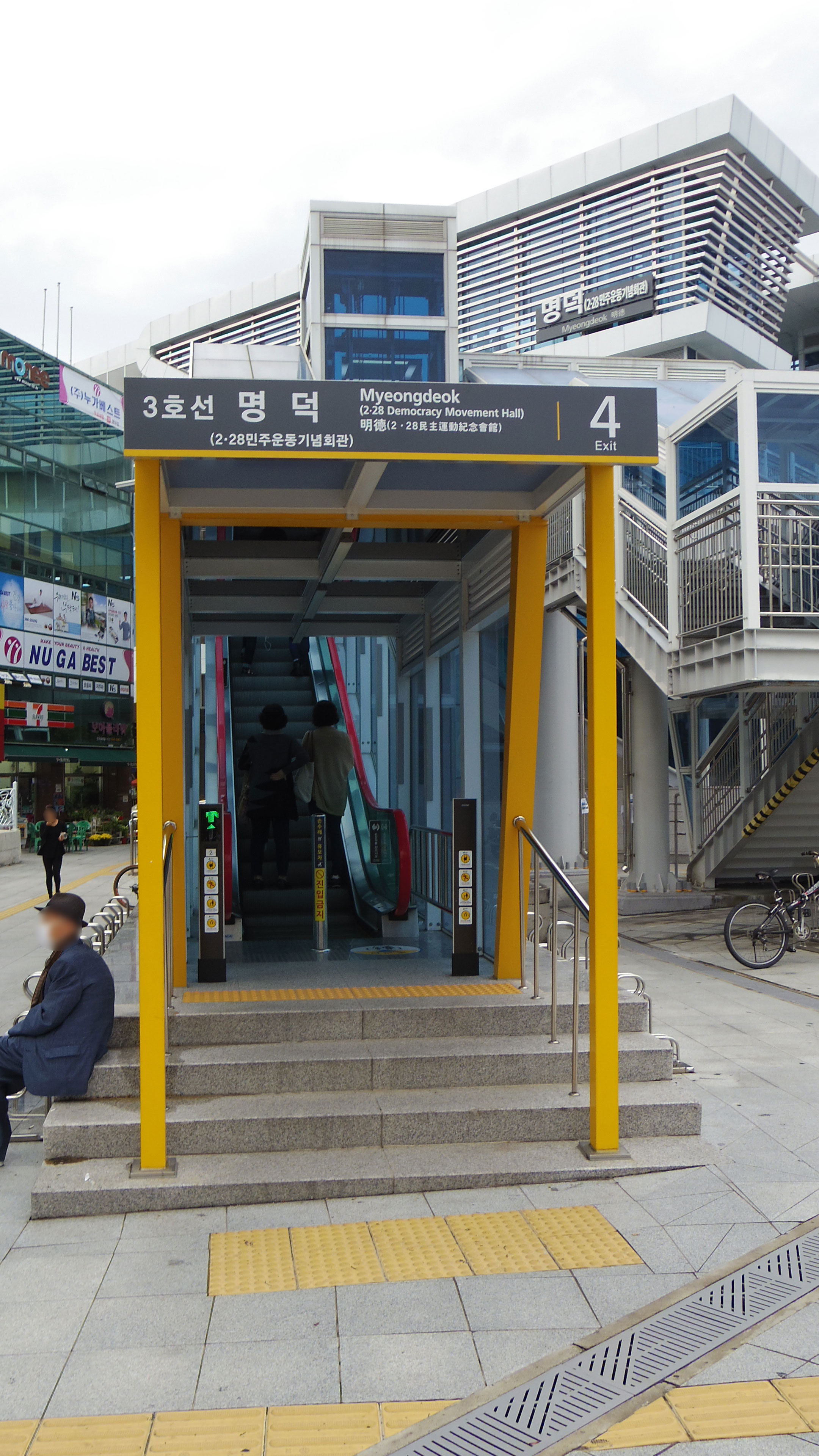
4號出口

## 相鄰車站
大邱都市鐵道公社
●大邱都市铁道1号线
教大（128）－明德（129）－半月堂（130）
●大邱都市鐵道3號線
南山（330）－明德（331）－斗笠岩（332）